# Ewerdt Hilgemann

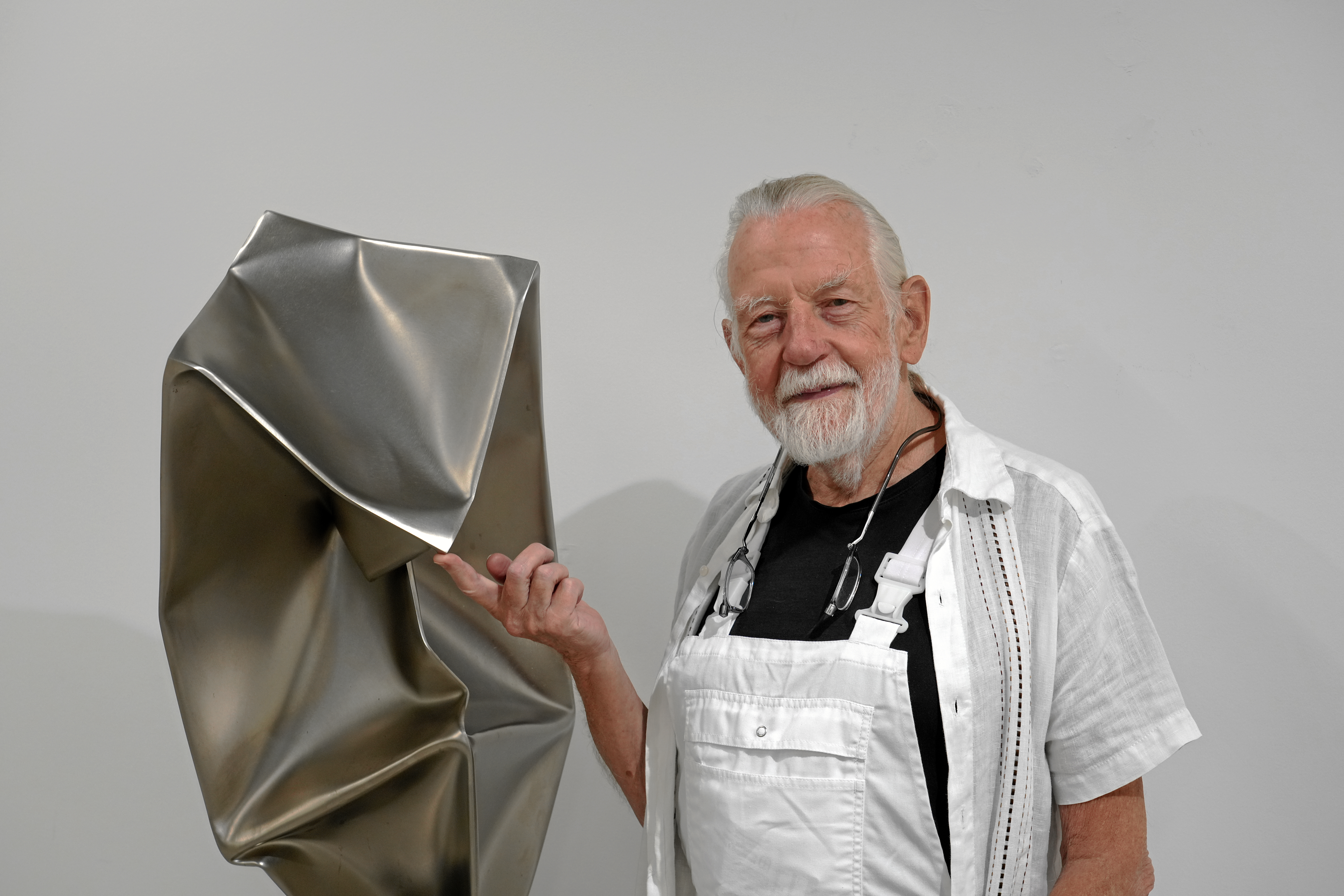
Ewerdt Hilgemann mit 'Stretched Double' in der Galerie Geiger in Konstanz

Ewerdt Hilgemann (* 1938 in Witten) ist ein deutsch-niederländischer Künstler, der insbesondere durch seine sogenannten Implosionen bekannt geworden ist.

## Leben
Von 1958 bis 1959 studierte Hilgemann an der Westfälischen Wilhelms-Universität in Münster. In den Jahren 1959 bis 1961 besuchte er die Werkkunstschule und die Universität des Saarlandes in Saarbrücken. 1963 arbeitete er in der Künstlersiedlung Asterstein in Koblenz, von 1969 bis 1970 in der Künstlersiedlung Halfmannshof in Gelsenkirchen.
Zwischen 1964 und 1967 erhielt Hilgemann Stipendien und Preise der Aldegrever Gesellschaft, Münster, der Fritz-Berg-Stiftung, Hagen, sowie der Stadt Gelsenkirchen.
1970 zog Hilgemann nach Gorinchem in den Niederlanden. Von 1975 bis 1984 hatte Hilgemann auch ein Atelier in Carrara.
Von 1977 bis 1998 war Hilgemann Dozent an der Willem de Kooning Academie in Rotterdam.
Seit 1984 wohnt er in Amsterdam, sein Atelier hat er in Hardinxveld-Giessendam in der Nähe von Gorinchem.
Von 1974 bis 1989 war Hilgemann Mitglied der Künstlergruppe internationaler arbeitskreis für konstruktive gestaltung.
In New York City konnte Hilgemann 2014 – unter der Schirmherrschaft von The Fund for Park Avenue Sculpture Committee und NYC Parks – eine Reihe von sieben monumentalen Skulpturen entlang der Park Avenue ausstellen.

## Werk

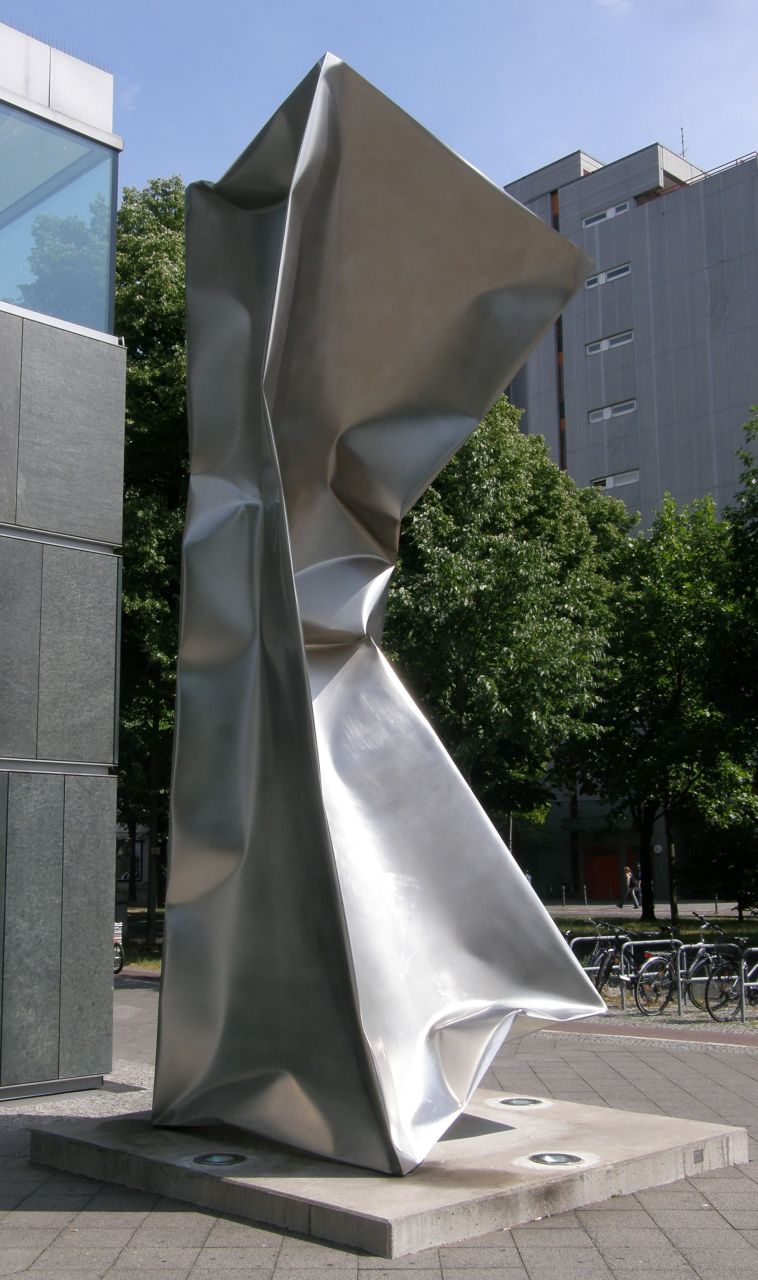
Cerberus (Berlin, 2000)

Hilgemanns Arbeiten der 1960er und 1970er Jahre sind geprägt durch seriell-minimalistische Installationen aus Stangen beziehungsweise Röhren („Space Structures“) aus Polyester oder auch Stahl, durch abstrakt-geometrische Holzskulpturen, die meist aus dem Kubus hervorgehen, sowie durch Reliefs aus vielen kleinen Holzstäben.
1981 begann sich eine Wende in Hilgemanns Werk anzudeuten: Hilgemann zerschnitt einen Granitfindling in vier scharfkantige Segmente oder schnitt von einer Marmorkugel in geraden Schnitten sechs Seitenteile so ab, dass ein perfekter Würfel zurückblieb. 1982 rollte er in den berühmten Steinbrüchen von Carrara, von denen schon Michelangelo seinen Marmor bezogen hatte, einen mannshohen Marmorkubus, den er zuvor penibel poliert hatte, eine Marmorbruchhalde hinab. Abgesehen von Kratzern und beschlagenen Ecken und Kanten blieb der Würfel intakt. In ähnlichen Kunstaktionen ließ er 1983 etwa eine Kugel aus Carrara-Marmor mit einem Meter Durchmesser gezielt explodieren oder stieß auf dem Oost-West Forum, Dordrecht, einen geschweißten Stahlkubus vom Dach eines Hochhauses.
Die Beschaffenheit der Skulpturen, zu denen diese Art geplant durchgeführter Zerstörungen führt,
hängt zwar stark vom Zufall ab, lässt sich aber in gewisser Weise auch steuern. Dies trifft – nach Aussage des Künstlers – ebenso auf die sogenannten „Implosionen“ zu, zu denen Hilgemann 1984 fand. Mit einer Vakuumpumpe pumpt er aus luftdicht verschweißten Edelstahlhohlkörpern nach und nach die Luft (oder auch das Wasser) im Innenraum ab. Der Luftdruck in der Umgebung lässt daraufhin die Kuben, Quader und Pyramiden sich so zusammenfalten, dass sie anschließend aussehen, als wären sie durch enorme äußere Krafteinwirkung demoliert worden.

### Werke im öffentlichen Raum (Auswahl)
- 2021 Threesome, EUREF Campus, Berlin[5]
- 2017 Imploded pyramid, Grugapark, Essen, Deutschland[6]
- 2014 Imploded Cube, Kröller-Müller Museum, Otterlo, Niederlande
- 2014 Imploded Cube, Kunsthalle Bremen, Deutschland
- 2011 Three Graces, Bad Soden, Deutschland
- 2011 Imploded Column (Flamingo), Elgiz Museum, Istanbul, Türkei
- 2010 Imploded Column, New Pacific, Beverly Hills, California, Vereinigte Staaten
- 2006 Quint, Hervormd Lyceum Zuid, Amsterdam, Niederlande
- 2005 Double-Up, Aegon Collection, Den Haag, Niederlande
- 2004 Panta Rhei, Hünfeld, Deutschland
- 2000 Cerberus, Investment Bank Berlin, Deutschland
- 1996 Imploded Cube, Il-San Sculpture Park, Ko-Yang City, Korea
- 1995 Imploded Column, Sárospatak, Ungarn
- 1992 Fountain, Ingolstadt, Deutschland
- 1992 Delft Implosion, Technische Universität Delft, Niederlande
- 1991 Omagiu lui Brancusi (Hommage an Brancusi), 4. National Sculpting Metal Camp 1991, Galati, Rumänien (Die 1991 in Rumänien am Donau-Ufer abgelegte Skulptur soll 2018 errichtet werden)[7]
- 1991 Plus Minus, Gorinchem, Niederlande (gemeinsames Projekt mit Jan van Munster)
- 1990 Reflection, Nivalla, Finnland
- 1989 Tension, Rotterdam, Niederlande
- 1987 Birth, Heemstede, Niederlande
- 1966 Rolling Cube, Sion, Schweiz
- 1986 Natura Artis Magistra, Universität Nijmegen, Niederlande
- 1986 Imploded Column (Elblag Implosion), Elbląg, Polen
- 1986 Imploded Pyramid, Kleinsassen, Deutschland
- 1985 Imaginary Landscape, IWO, Amsterdam, Niederlande
- 1985 Exploded Sphere, Skulpturenpark, Dordrecht, Niederlande
- 1983 Finnish Landscapes, Kemi, Finnland
- 1982 Boulder in Halves, Museum für Moderne Kunst, Arnhem, Niederlande
- 1979 Field of 32 Cubes, Brielle, Niederlande
- 1978 1+2=3, Gorinchem, Niederlande
- 1974 Three equal volumes, Gorinchem, Niederlande
- 1972 Cube Structure, Gorinchem, Niederlande
- 1969 Space Structure (Bijlmer), Amsterdam, Niederlande

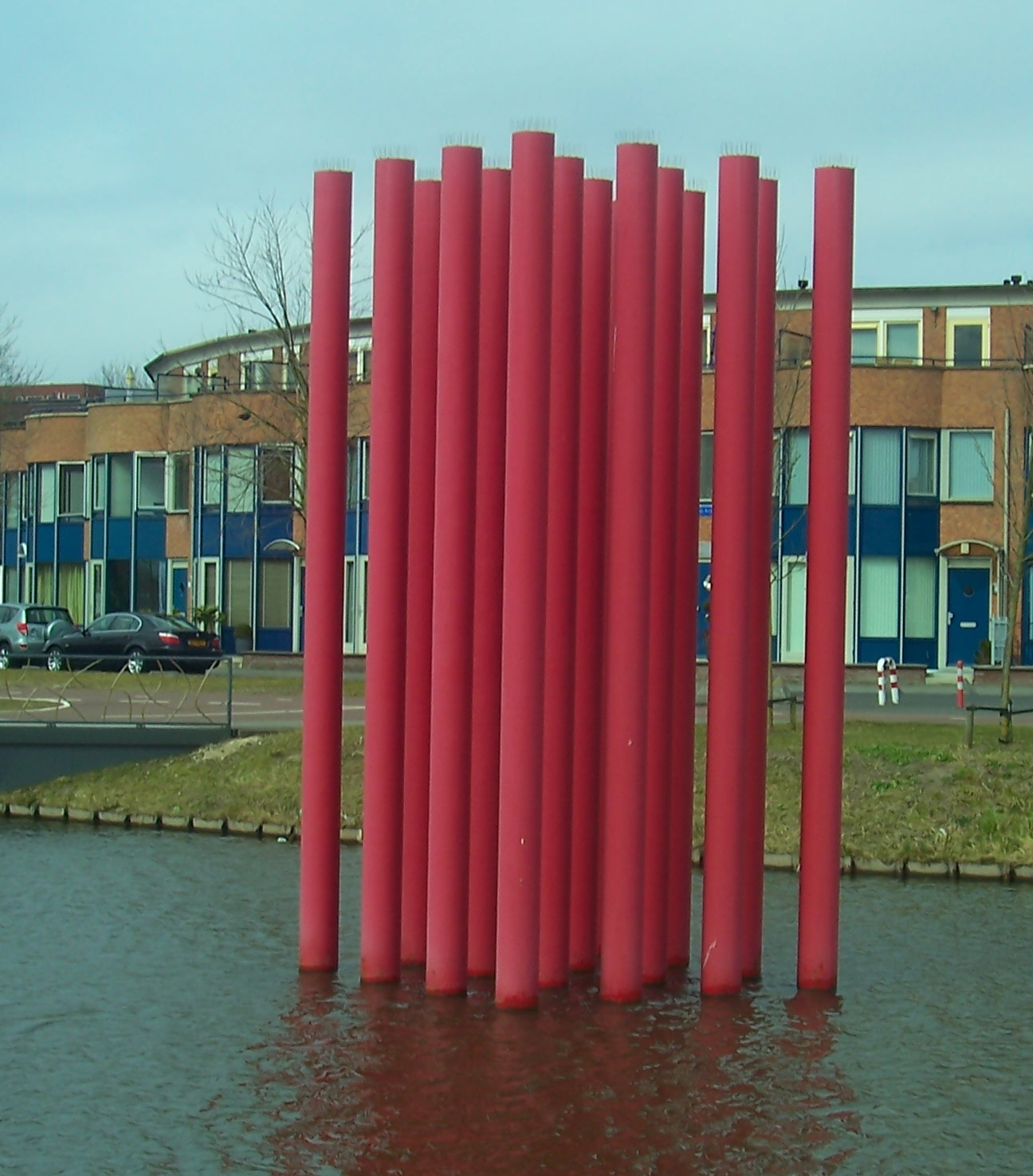
Raumstruktur (1969). Stahl. Bijlmerpark, Amsterdam
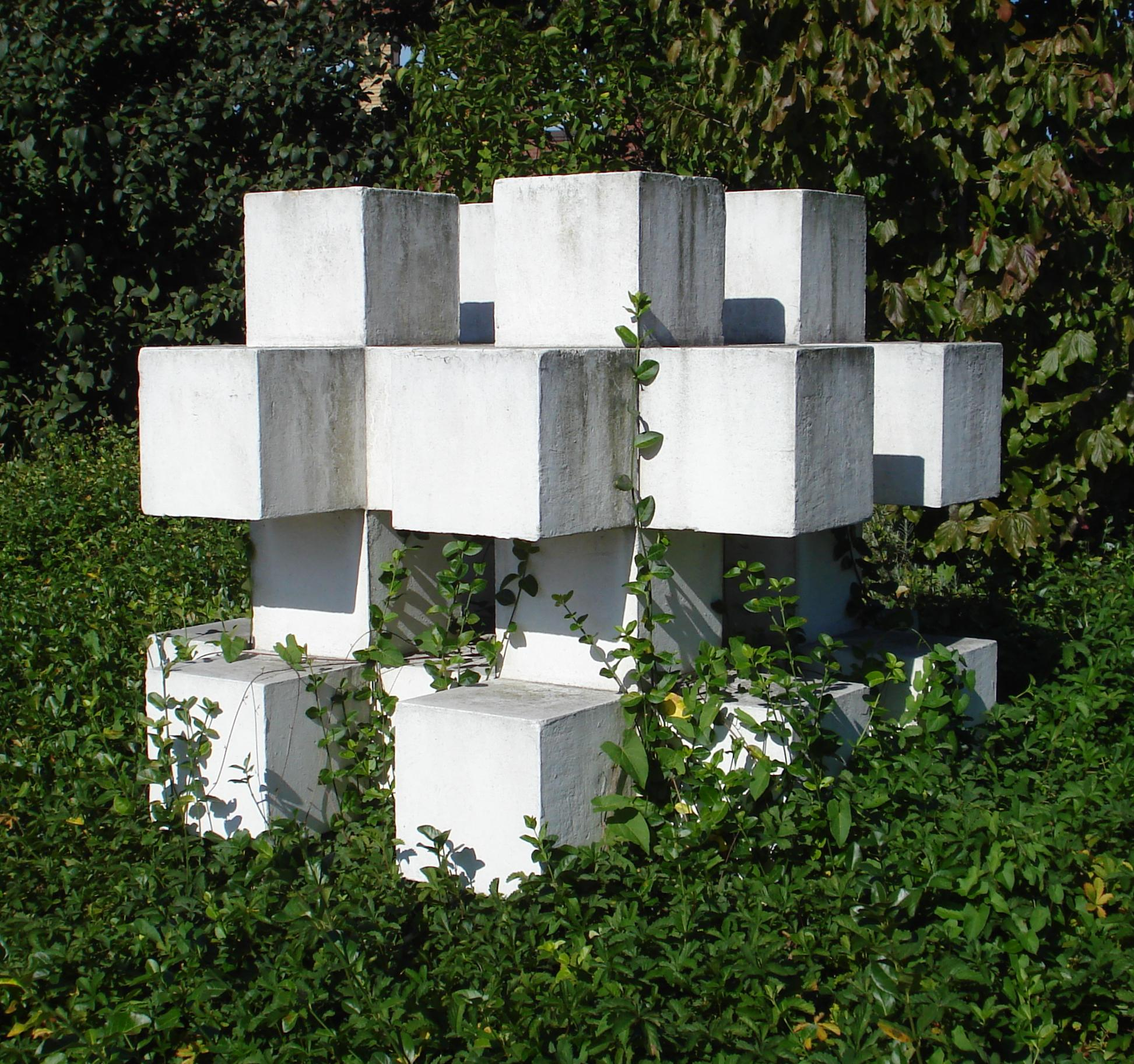
Kubusstruktur (ca. 1972). Gorinchem
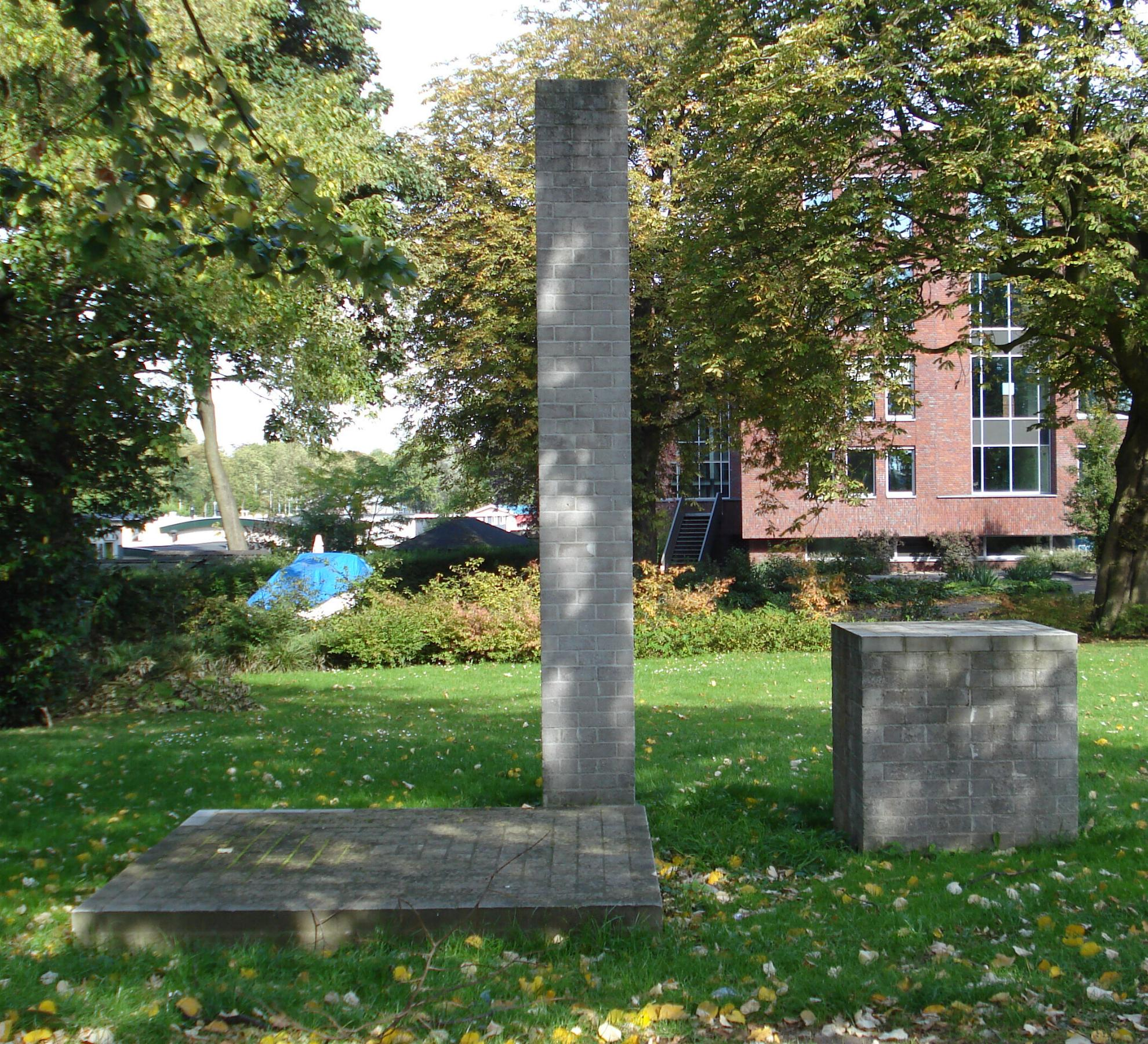
Drei gleiche Volumen (1974). Backstein. Gorinchem
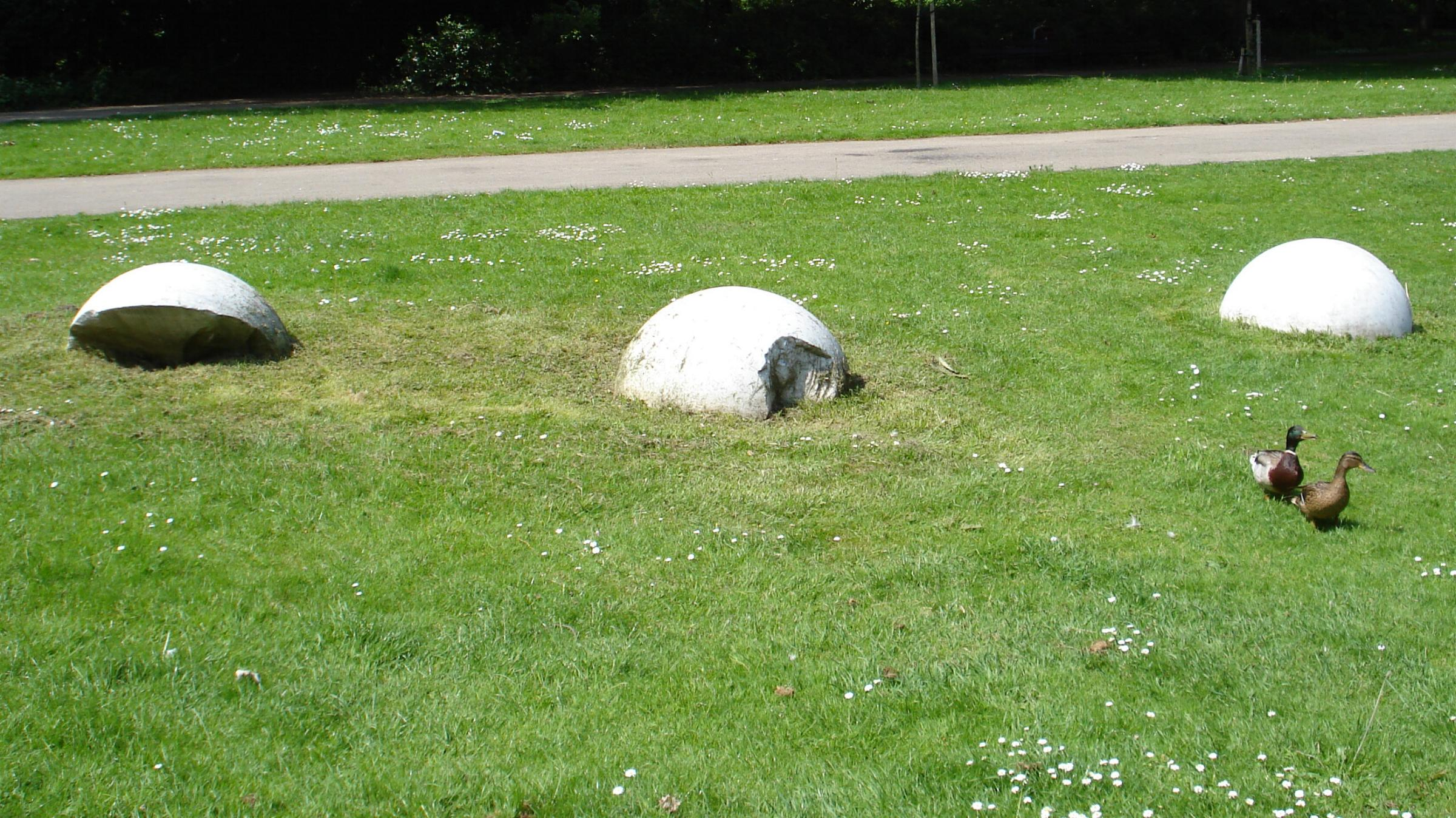
Exploded Sphere (1983). Carrara-Marmor. Dordrecht
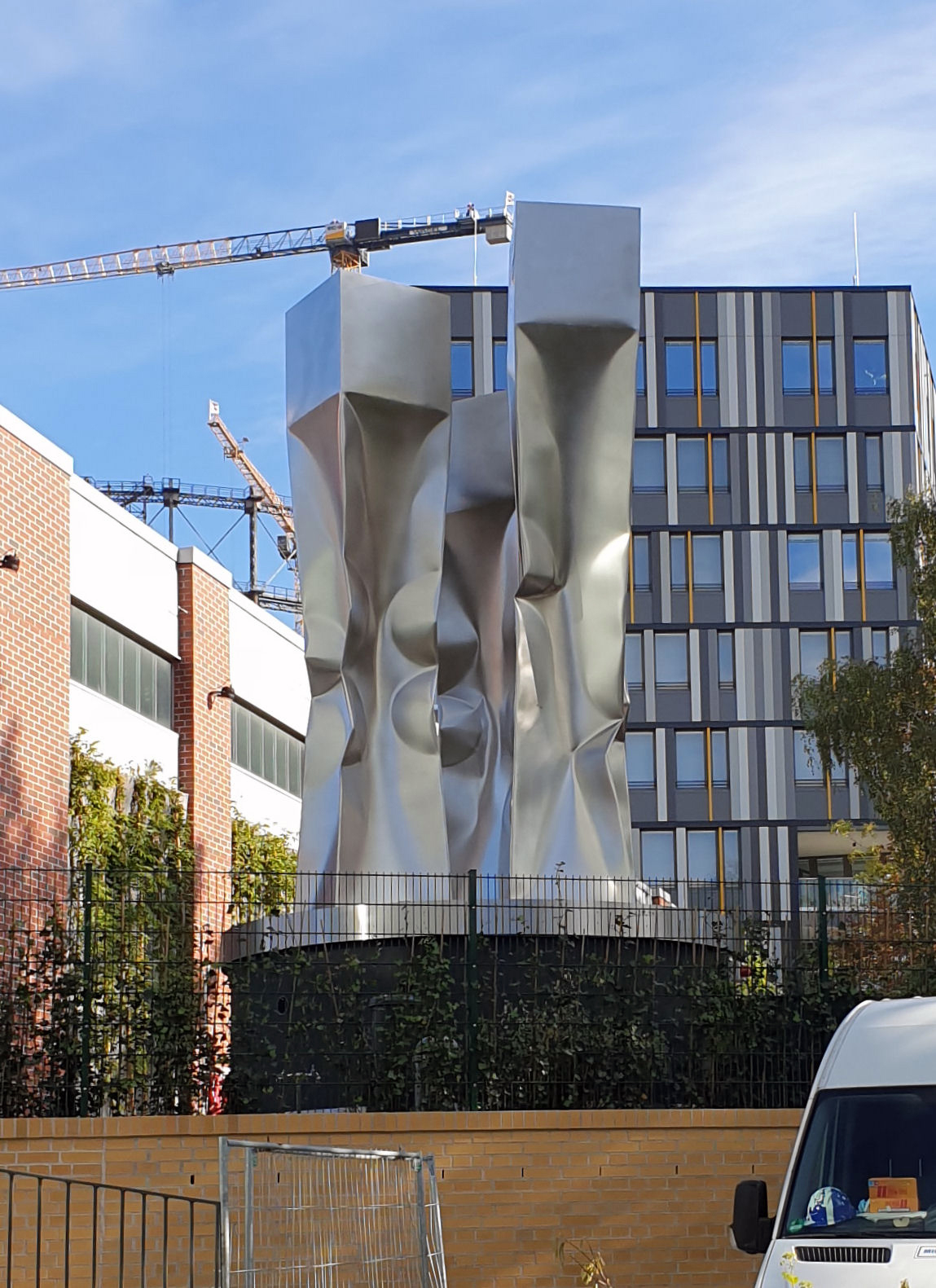
Threesome (2013), Berlin-Schöneberg
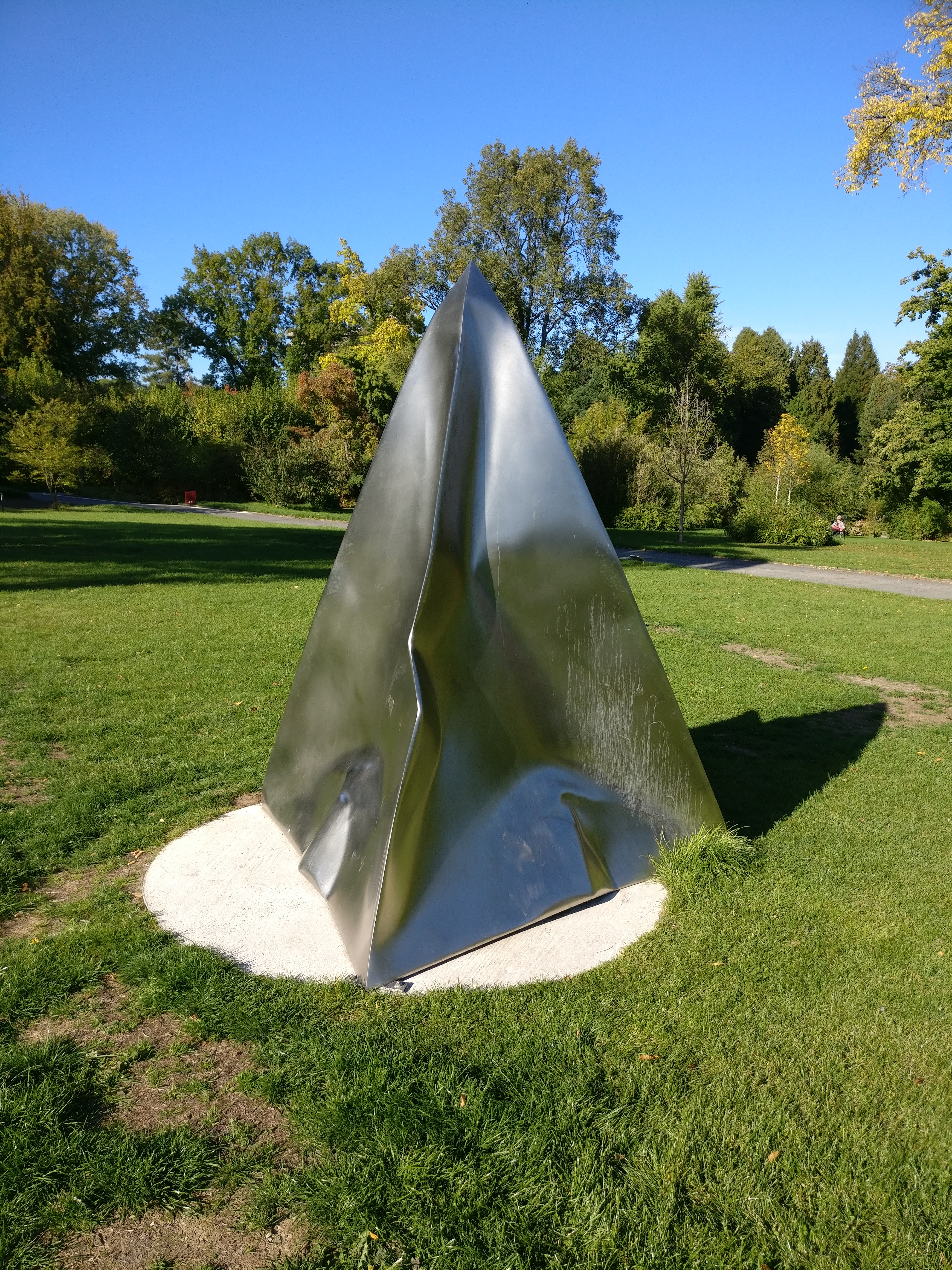
Imploded pyramid (2017). Grugapark, Essen

### Werke in öffentlichen Sammlungen (Auswahl)
Dänemark
- Louisiana Museum of Modern Art, Humlebæk

Deutschland
- Kunsthalle Bremen, Bremen
- Forum Konkrete Kunst, Erfurt
- Letterhausschule, Gelsenkirchen (Space Structure 1968)
- Museum Modern Art, Hünfeld
- Museum für Konkrete Kunst, Ingolstadt
- Museum Abteiberg, Mönchengladbach
- Lenbachhaus, München
- Stadt Wanne-Eickel
- Museum im Kulturspeicher, Würzburg

Korea
- Il-San Skulpturenpark, Ko-Yang City

Niederlande
- Museum Mondriaan Huis, Amersfoort
- Dordrechts Museum, Dordrecht
- Rijksmuseum Twenthe, Enschede
- Van Abbemuseum, Eindhoven
- Gorcums Museum, Gorinchem
- Groninger Museum, Groningen
- Bonnefantenmuseum, Maastricht

Ungarn
- Vasarely Museum, Budapest

Polen
- Museum Chelm, Chelm
- Muzeum Sztuki w Lodz, Lodz
- BWA Lublin, Lublin

USA
- Sondra and Marvin Smalley Skulpturenpark, American Jewish University, Los Angeles, Kalifornien[8]